# Jonathan Brewster Bingham

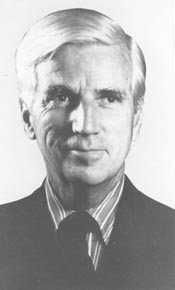
Jonathan B. Bingham

Jonathan Brewster Bingham (* 24. April 1914 in New Haven, Connecticut; † 3. Juli 1986 in New York) war ein US-amerikanischer Politiker.
Bingham besuchte die Groton School und begann anschließend ein Studium an der Yale University, wo er auch 1936 in die Studentenverbindung Skull & Bones aufgenommen wurde. Das Studium schloss er 1939 ab. Danach diente er bis 1945 als gewöhnlicher Soldat der United States Army und verließ diese als Captain (Hauptmann). Bis 1946 war er danach special assistant des beigeordneten Staatssekretärs, später stellvertretender Administrator der Technical Cooperation Administration (1951–1953). Er war von 1955 bis 1958 persönlicher Sekretär des New Yorker Gouverneurs W. Averell Harriman und von 1961 bis 1962 Mitglied des Vereinte Nationen-Treuhandsausschusses. In den Jahren 1965 bis 1983 vertrat er den Bundesstaat New York im Kongress der Vereinigten Staaten. Außerdem war er Mitglied der Americans for Democratic Action und des Council on Foreign Relations.
Er war der Sohn des Senators und Gouverneurs des Bundesstaates Connecticut, Hiram Bingham, und der Urenkel des berühmten Juweliers Charles Lewis Tiffany. Er heiratete June Rossbach, die Großnichte des früheren New Yorker Gouverneurs Herbert H. Lehman.